# جون ر. رامزي
جون ر. رامزي (بالإنجليزية: John R. Ramsey)‏ هو محامي وسياسي أمريكي، ولد في 25 أبريل 1862 في ويكوف ‏ في الولايات المتحدة، وتوفي في 10 أبريل 1933 في هاكينساك في الولايات المتحدة. نشط حزبياً في الحزب الجمهوري. وقد انتخب عضو مجلس النواب الأمريكي.